# Trichostema lanatum
Trichostema lanatum es un pequeño arbusto o subarbusto perenne nativo de los áridos chaparrales costeros de California y las regiones norteñas de Baja California. Tiene muchas ramas y crece hasta 1.5 m de altura, desarrollando hojas delgadas y puntiagudas. Sus flores azules se agrupan en densos racimos, con los vástagos y los cálices cubiertos con pelos lanudos que pueden ser azules rosados o blancos. Las flores están presentes desde marzo hasta junio.
Los exploradores españoles en California nombraron a la planta romero, nombre también dado a la especie Salvia rosmarinus, y aún sigue siendo utilizado para denominar ambas plantas.

## Usos
Trichostema lanatum es cultivada como planta ornamental, y varios cultivares han sido desarrollados. Atrae a los picaflores y a los abejoros. Es aromática y glandular. Los nativos americanos la usaban por sus variadas aplicaciones medicinales y otros propósitos. Se puede preparar una infusión sabrosa a partir de ella.